# Myxobilatus convexum
Myxobilatus convexum is een microscopische parasiet uit de familie Sphaerosporidae. Myxobilatus convexum werd in 1991 beschreven door Yurakhno. 